# Mellanöl
Mellanöl är en historisk skatteklass för öl som fanns i Sverige 1965–1977 samt en benämning på en ölstyrka i Finland.

## Mellanöl i Sverige

### Klass IIB
Mellanöl eller Öl klass IIB var en svensk skatteklass för öl med alkoholhalt på 3,6 viktprocent.  Idag räknar man i volymprocent, och mellanöl motsvarar cirka 4,5 volymprocent.

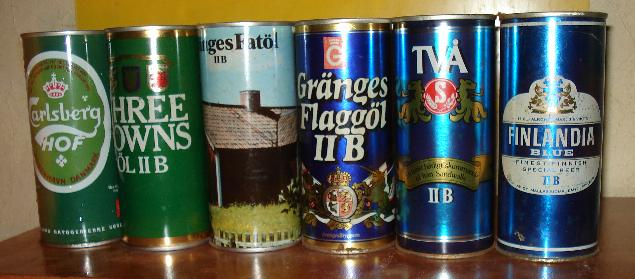
Några olika burkar mellanöl. I slutet av 1970-talet var det populärt att samla alla former av ölburkar av den gamla plåttypen, som ibland fanns med flera motiv.

Mellanölen började säljas den 1 oktober 1965 i vanliga livsmedelsbutiker. Redan den första dagen fanns det över 35 mellanölssorter att välja på. Ölet fick dock inte säljas på söndagar eller efter klockan 20.00, då det täcktes över med vita plastdukar.
Mellanölets lättillgänglighet angavs som starkt bidragande orsak till ungdomars alkoholskador och den togs därför bort ur livsmedelshandeln den 1 juli 1977.

### Efter juli 1977
När mellanölet senare endast fick säljas på Systembolaget, förlorade ölklassen sin ställning bland ungdomar till följd av minskad tillgänglighet och till förmån för starkölet.
Efter att därefter ha varit försvunnen som produktkategori hos svenska bryggerier återuppstod mellanölen i slutet av 1980-talet, exempelvis som 3½ från Spendrups och Three Towns från Pripps. Under åttiotalet hade det funnits importerad öl i den aktuella styrkan.
Den 1 juli 1992 infördes två typer av öl inom skatteklass III, varav en omfattar öl med 3,6-4,5 volymprocent alkohol. Dessa ölsorter kallades för ”öl av mellanölstyp” och hade en något lägre skattesats.
Sedan den 1 januari 1998 beskattas allt öl över 2,8 volymprocent alkohol i Sverige med samma belopp per liter och volymprocent, vilket innebär att "öl av mellanölstyp" som egen skatteklass togs bort. Begreppet lever dock kvar i varumärken och hos restauranger. Skattesatsen var ursprungligen 1,47 kr, den har höjts ett antal gånger och sedan den 1 januari 2017 är den 2,02 kr.

## Mellanöl i Finland

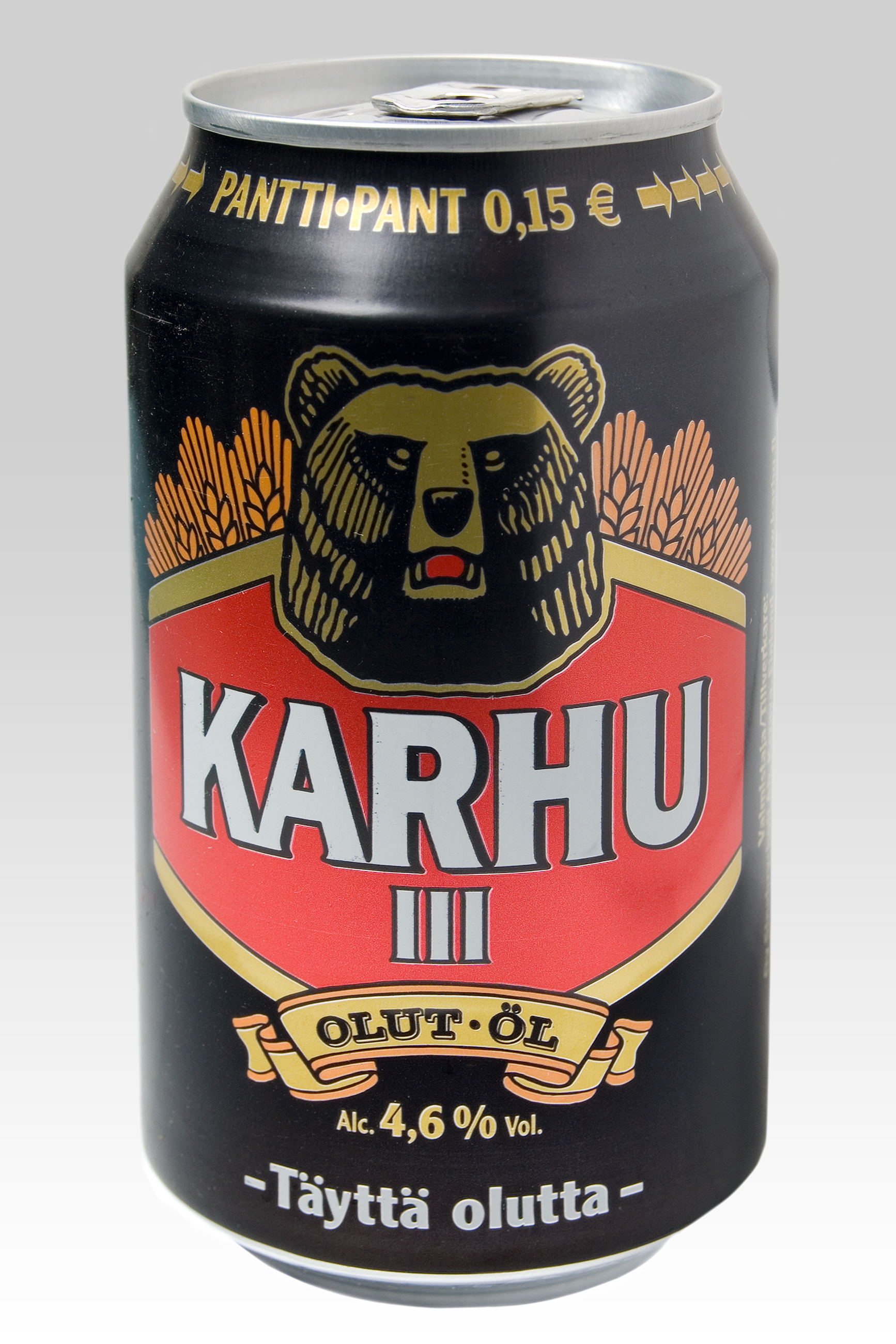
330 ml mellanölburk.

I Finland har mellanöl sålts i dagligvaruhandeln sedan 1969. Finskt mellanöl kallas även Klass III och har 2,9-4,7 volymprocent. Klassbeteckningen har ingen betydelse för beskattningen idag. Ölskatten har inte haft några klasser sedan 1995.
Mellanöl är den viktigaste alkoholdrycken i Finland. Ölet har en marknadsandel på 46% av alkoholmarknaden och nästan allt är mellanöl. Starköl (mer än 4,7 volymprocent) säljs av Alko, men sedan 2018 (max. 5,5 volymprocent) och 2024 (max. 8,0 volymprocent) även i livsmedelsbutiker och det har ändrat starkölen till en produkt för ölentusiaster. Bara 10 miljoner liter öl säljs av Alko av totalt 450 miljoner som såldes årligen i Finland.
Nästan all mellanöl är bryggt i Finland, men livsmedelsbutikerna och speciellt Lidl erbjuder även utländska alternativ.
För flera decennier sedan såldes nästan all mellanöl i de finska standardölflaskorna på 330 ml. Från och med år 2008, efter att skatten för engångsförpackningar avlägsnats, säljs mer och mer öl i aluminiumburkar i storlekarna 330/500/568/1000 ml och numera är det svårt att hitta öl i glasflaskor i vanliga livsmedelsbutiker över huvud taget.

## Mellanöl internationellt
Internationellt är en alkoholhalt kring 4,5 volymprocent vanlig för exempelvis pilsner.